# Semilaoma lidgbirdensis
Semilaoma lidgbirdensis är en snäckart som först beskrevs av Tom Iredale 1944.  Semilaoma lidgbirdensis ingår i släktet Semilaoma och familjen punktsnäckor. Inga underarter finns listade i Catalogue of Life.